# Leinfelden-Echterdingen
Leinfelden-Echterdingen è un comune tedesco di 40 092 abitanti, situato nel land del Baden-Württemberg.

## Amministrazione

### Gemellaggi
- Voghera
- Manosque
- Poltava
- Krostitz
- York (Pennsylvania)